# Sick, Sick, Sick
Sick, Sick, Sick è un singolo dei Queens of the Stone Age, estratto dall'album Era Vulgaris del 2007.
La versione studio annovera la collaborazione di Julian Casablancas del gruppo The Strokes alla voce corista e alla synth guitar.